# Réserve naturelle de Nevlungstranda
La Réserve naturelle de Nevlungstranda  est une aire protégée norvégienne qui est située dans le municipalité de Larvik, dans le comté de Vestfold.

## Description
La réserve naturelle de 0,123 km2 a été créée en 2018. Elle comprend les plages entre Saltstein et le camping d'Oddane Sand, et un champ au nord de la plage. Au sud, la réserve naturelle borde la Zone de conservation des oiseaux de Mølen. Le sentier côtier de Larvik traverse la zone de conservation.
La forêt de Svartorstrand domine la réserve. A l'extrémité de la plage, la forêt de prunellier est entourée de maquis bas, façonnés par le vent. Vers l'intérieur, la forêt devient de plus en plus haute. Le bouleau, l'épicéa commun, le pin sylvestre, le chêne pédonculé, l'érable, le frêne élevé et l'orme de montagne poussent dans les régions plus sèches. Les épicéas communs et les épicéas de Sitka plantés ont été retirés de la réserve à cause de l'entretien.
Un certain nombre d'espèces rares et en voie de disparition ont été trouvées dans la zone de conservation, telles que le râle d'eau, les amphibiens, la grenouille des champs et le triton commun, la centaurée naine et des espèces de Gracillariidae. Plusieurs des espèces ont maintenant disparu, mais certaines pourraient éventuellement y revenir.
L'étang d'Ormedåpan et l'étang occidental sont des éléments naturels importants de la zone de conservation. À l'automne 2012, Ormedåpan, qui avait presque complètement repoussé, a été restauré par des fouilles.
En août 2009, Nevlungstranda a été exposé à la pollution par les hydrocarbures, après que le cargoFull City oil spill (en) s'est échoué à l'extérieur de Langesund.
L'objectif est de préserver une forêt de plage représentative et très bien conçue avec une végétation de plage associée.

## Galerie

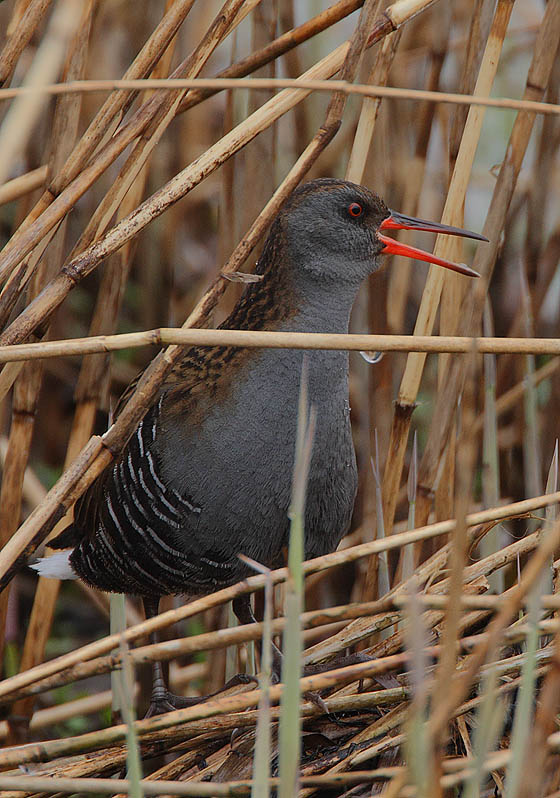
Râle d'eau
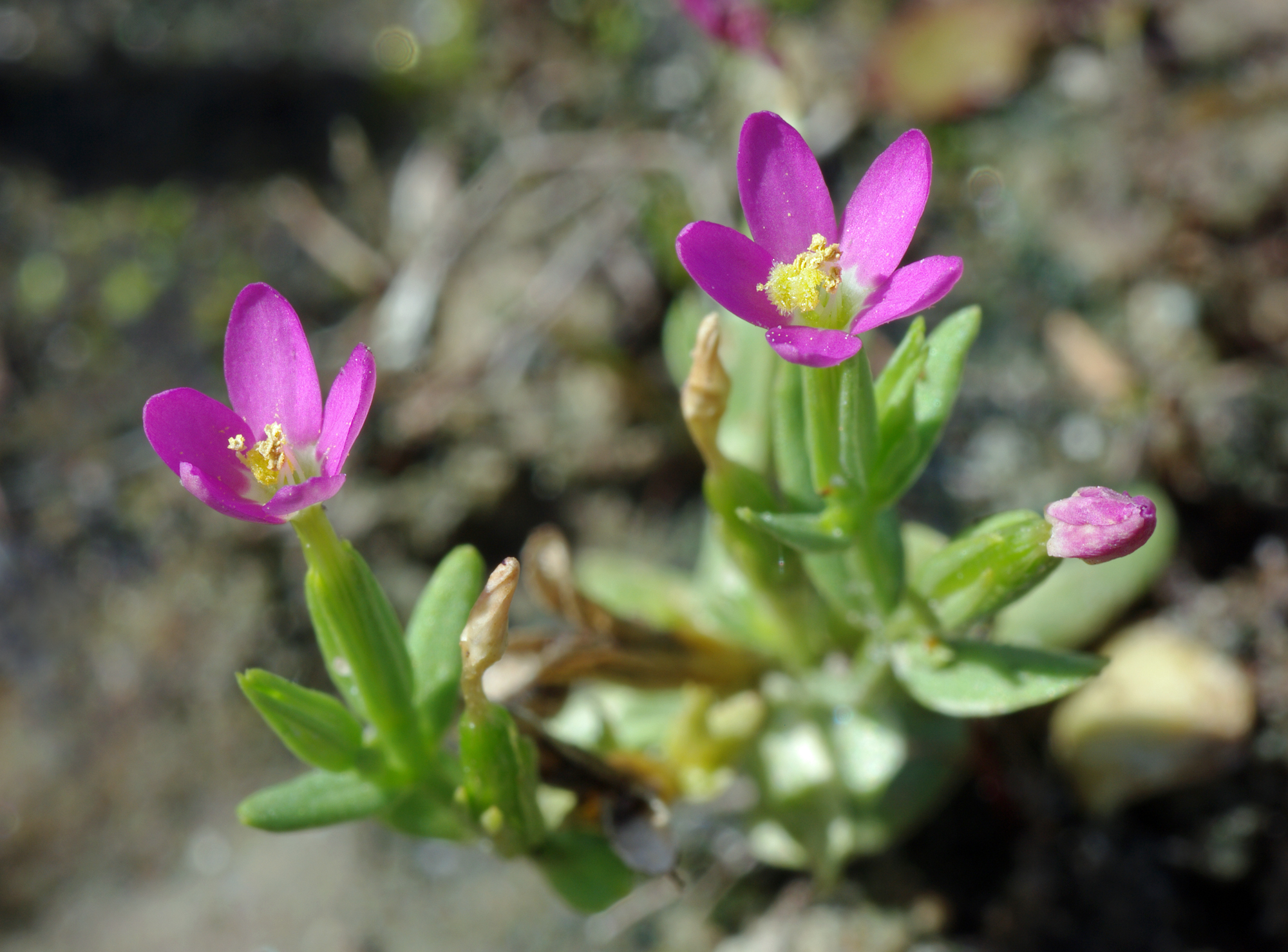
Centaurée naine
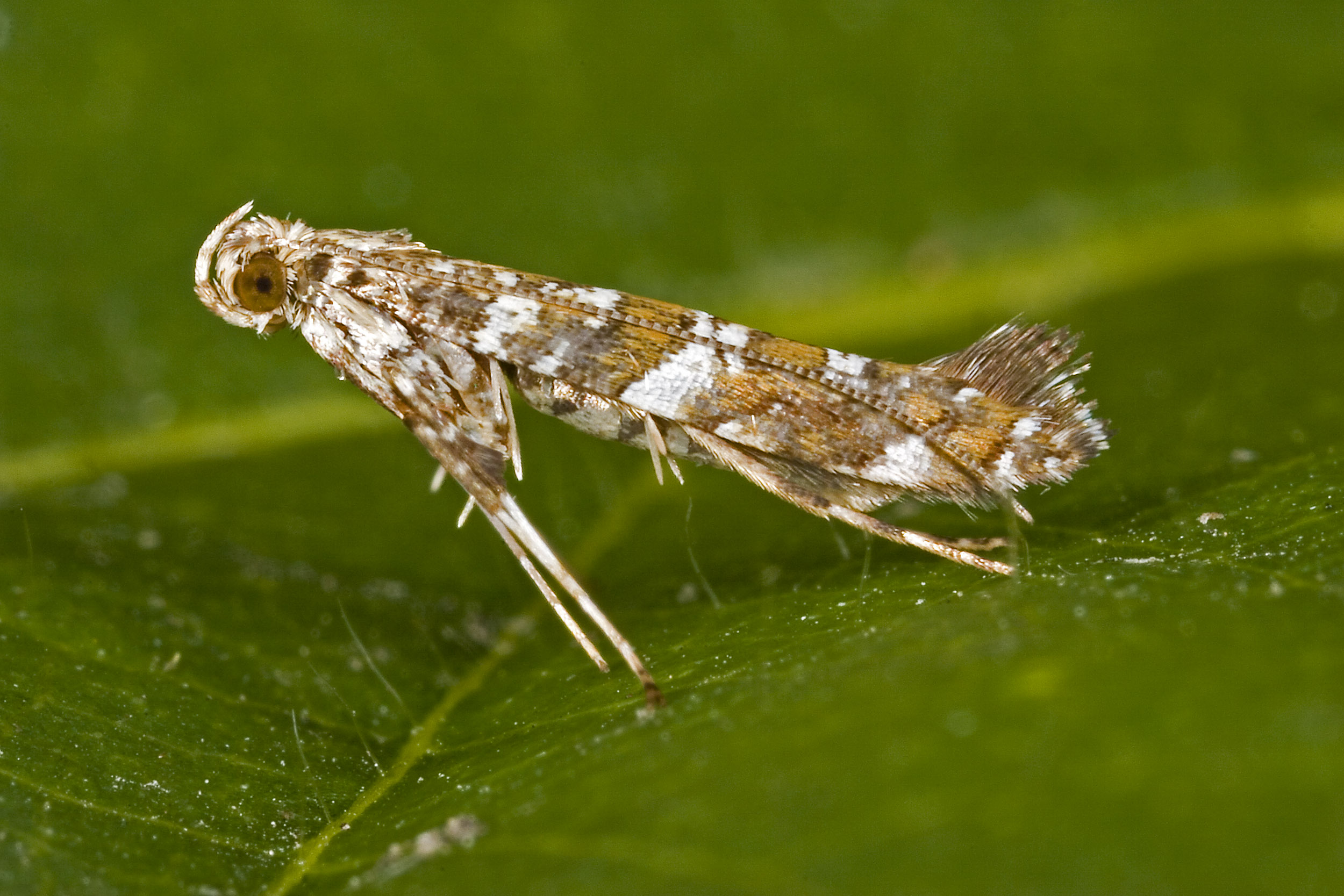
Gracillariidae